# ソースファイア

ソースファイア (Sourcefire, Inc.) は、2001年に設立された米国メリーランド州コロンビアにある会社で、ネットワークセキュリティ用のハードウェアおよびソフトウェアを開発・販売・サポートしている。同社の主力製品である Sourcefire 3D System は、オープンソースの侵入検知技術である Snort をベースにしている。日本法人は、2007年設立の株式会社ソースファイア。現在合同会社ソースファイア。

## 概要
ソースファイアは 2001 年、Snort の開発者である Martin Roesch により設立された。Snort はオープンソースの侵入検知・防御技術で、2009 年 4 月の時点で 300 万回以上のダウンロード数を誇っており、この分野のデファクトスタンダードとされる。ソースファイアは Snort ベースの製品を有償で販売・サポートしているが、同時に Snort 自身の開発にもかかわっており、将来も積極的に開発に関与し続けることを約束している。

2005 年にはセキュリティ大手のチェックポイント社が 2 億 2500 万ドルでの買収提案を行ったが、政府当局の許可が得られない見通しとなったため、提案を取り下げた。

2007年3月、ソースファイアは IPO (新規株式公開) を行った。時価総額は 8,630 万ドル。

2007年8月17日にオープンソースのアンチウイルスソフトウェアベンダーである ClamAV を買収した。

2011年1月にアンチウイルスソフトウェアベンダーである Immunet を買収した。

2012年1月に企業向けマルウェア対策セキュリティソリューションFireAMP(ファイアアンプ)を発表した。

2012年9月に日本国内市場へFireAMPの販売を開始した。

2013年7月23日、シスコシステムズは、ソースファイアを約27億ドルで買収することに最終合意したと発表した。

## 主な製品
- Sourcefire 3D System
  - Sourcefire 3D Sensor (IDS/IPS アプライアンス)
  - Sourcefire Defence Center (管理アプライアンス)
  - Sourcefire IPS (Snort ペースの IPS システム)
  - Sourcefire RNA (IPS パラメータの自動チューニング)
  - Sourcefire RUA (ディレクトリサービスとの連携)
  - Sourcefire NetFlow Analysis (NetFlow 情報の解析)
- Snort (オープンソースの IDS/IPS 技術)
- ClamAV (オープンソースのアンチウイルスツールキット)
- Immunet Protect (個人向けウイルス対策ソフト)
- FireAMP (企業向けマルウェア対策セキュリティソリューション)
  - FireAMP Windows
  - FireAMP Android